# Faber Antal
Faber Antal (Pozsony, 1772. július 18. – Pozsony, 1854. április 21.) akadémiai tanár.

## Családja
Családja Szardíniáról származott és nemesi rendű volt. Dédatyja, Faber Antal mint selyemgyáros Brünnbe költözött és dúsgazdag volt; ennek fia Faber János, akit atyja Dévénybe hozott, Pálffy Miklós gróf számtartója volt és 105 évig élt; ennek és a cseh származású Praxa bárónőnek fia, Faber János iktató volt a hadügyi tanácsnál és magyar nemességet nyert.

## Élete
Faber Antal a gimnáziumot szülővárosában járta a 4. osztályig; azután szüleivel Budára költözött, ahol a humaniórákat végezte és az egyetemen Koppi Károly és Cornides Dániel előadásait hallgatta; különösen a történelemben és diplomatikában tett jeles haladást. Önéletrajzában Stur jogtanárt dicséri, aki őt tanácsaival támogatta. II. József halála után (1790) öt havi tanszünet lévén, az első évi jog elvégzése után Jászay híres ügyvédnél gyakornokoskodott, hogy ebédjét megszerezze. Jászay az 1790. évi budai országgyűlésen követ volt és Faber följegyezte a maga számára az országgyűlés tárgyalásait. Az országgyűlés Pozsonyba vitetvén, ott folytatta jogi tanulmányait és a Szontagh családnál tanított. Főnöke megbizásából az Esterházyaknak Vezekénynél véghezvitt hőstetteit írta meg. 1794-ben a győri költészeti tanszékre pályázott, melyre ki is nevezték. A Martinovics Ignác-féle összeesküvés alkalmával Szolarcsik Sándor (aki pályatársa volt a tanári censuránál) egy levelet intézett hozzá a börtönből, mely csaknem veszélybe döntötte őt, a levelet azonban idejében Németh ügyészhez vitte és ez mentette őt meg. Győri tanárkodása alatt készült a jogszigorlatra, miután jogi doktor lett. 1801-től 1804-ig a nagyváradi akadémián az európai államtörténetet adta elő. 1804. október 16-án saját kérelmére a pozsonyi akadémiára helyezték át, ahol 1841-ig tanította az egyetemes történetet és az európai államok történetét; a jogi kar seniora s több megyék táblabírája volt. Azután nyugalomba vonult és még 1846-ban élt.

## Munkái
- Theoreticae institutiones statisticae seu introductio in statisticam praecipue statuum Europae. Quas usibus auditorum suorum adornavit. Posonii, 1814. (2. bőv. kiadás. Posonii, 1821.; más kiadás 1827. és 1835. Posonii.)
- Principia juris metallici hungarici. In usum suorum auditorum. Posonii, 1816. (2. bőv. kiadás. Posonii, 1824.)
- Compendium generalis statisticae imperii austriaci. Posonii, 1818. (2. kiadás. Posonii, 1836.)
- Compendium statisticae specialis, regni Hungariae. Viennae, 1822. (2. kiadás. Pozsony, 1832–33. Két kötet.)
- Institutiones statisticae, quas in usum auditorii sui edidit. Posonii, 1819–20. Két kötet.
- Biographia mea, a me senario carmine deducta atque dicata illustr. ac adm. rev. dno l. b. Josepho a Mezburg, parocho vallis florum Posoniensis veterano ac optimo amico meo. Posonii, 1831.
- Oratio funebris, quam honoribus Andreae condam Pásztéry, in tesseram, sui erga veteranum collegam cultus, et amoris, elaboravit anno 1831. Posonii.
- Sermo quem, dum dn. Michael Adamkovits munus regii superioris studorum scholarumque per districtum literarium Posoniensem directoris, idibus ipsis Aprilis 1831. solemni ritu auspicaretur, habuit. Posonii.
- Compendium institutionum statisticarum (1824 a se editarum, nunc secundis curis monarchiae quod in usum auditorii sui edidit… Tomus I. Complectens status revisarum) austriacae conterminos. Posonii. 1834.
- Poemata postremis his annis diversis occasionibus ab eodem confecta. Posonii, 1834.
- Natale Augusti. Posonii, 1838.
- Florilegium, seu collectio carminum, quae proximo hoc triennio in otio litterario suo elaboravit. Posonii, 1840.
- Anthologica, seu fascis poëmatum, quae subcisivis vicibus a se elaborata concinnavit. Posonii, 1843.
- Carminum fascis V. ceu supplementum ad sua anthologica. Posonii, 1844.

Bozóky Alajos (A nagyváradi jogakadémia multja) szerint egy történelmi kézikönyvet is írt (Nagyvárad, 1801.), melyet midőn elbírálás és jóváhagyás végett a magyar királyi helytartótanácshoz fölterjesztett, onnan azt az utasítást kapta, hogy a hazai történetet szorosabb kapcsolatba hozza az örökös tartományok történetével. (Kéziratban maradt.)
Írt még latin Thesiseket a statisztikából és bányajogból az akadémiai vitatkozások alkalmából. A Ballus Pál Beschreibung der königl. Freistadt Pressburg (Pressburg, 1822.) című munkájában a pozsonyi akadémiáról szóló cikket ő írta.
Szerkesztette az Ephemerides Posonienses című hírlapot Belnay György halála (1809. okt. 26.) után 1813-ig.